# Fiat M11/39
El Fiat-Ansaldo M11/39 fue un tanque medio italiano empleado desde 1939 hasta las primeras fases de la Segunda Guerra Mundial. Aunque clasificado como tanque medio por el Ejército italiano, su peso y poder de fuego eran más parecidos a los de un tanque ligero contemporáneo. La denominación oficial italiana era Carro Armato M 11/39, en donde figuran el tipo de vehículo (tanque), su categoría ("M" de Medio), su peso en toneladas (11) y su año de entrada en servicio (1939).

## Desarrollo
El M11/39 fue desarrollado como un "tanque rompedor" (Carro di Rottura). Su diseño fue influenciado por el tanque británico Vickers 6-ton, reflejándose especialmente en las orugas y la suspensión. Un aspecto novedoso de su diseño era el montaje de los engranajes reductores dentro de las ruedas impulsoras situadas al frente, eliminando la necesidad de grandes cubiertas protectoras en el blindaje frontal.
La carrera del M11/39 fue relativamente corta debido a diversas debilidades de su diseño. La más sobresaliente era el montaje del cañón de 37 mm en la carrocería. Este iba en una posición fija, con una rotación limitada a 15° a la izquierda y a la derecha. El otro armamento se limitaba a dos ametralladoras en una torreta giratoria. Como estas eran disparadas por un solo tripulante, la torreta era estrecha y accionada manualmente.
La idea era emplear el cañón contra blancos blindados y defender al tanque de cualquier amenaza con las ametralladoras de la torreta. Esta disposición del armamento era similar a la del tanque estadounidense M3 Lee, que aparecería en 1939. Inicialmente se había pensado en montar el cañón de 37 mm en la torreta, pero esta era demasiado estrecha. Se inició el rediseño del M11/39 para poder montar el cañón en la torreta, dando como resultado el M13/40. Al mismo tiempo, se encargaron 100 tanques M11/39.
Además de la mala ubicación del cañón, el M11/39 también tenía otras desventajas: su resistencia y desempeño eran pobres, era relativamente lento, su fiabilidad mecánica era muy pobre y su máximo blindaje de acero de 30 mm remachado (diseñado para resistir disparos de fusiles antitanque de 20 mm) era vulnerable ante los cañones británicos de 2 libras (40 mm) a cualquier distancia en la cual el cañón del M11/39 era útil.
Todos los M11/39 fueron diseñados para llevar una radio, pero ninguno de los tanques producidos fueron equipados con esta. El diseño de la carrocería del M11/39, con algunas modificaciones, fue empleado en el desarrollo del más exitoso M13/40.

## Historial de combate
La mayoría (unos 72 de los 100) de los M11/39 fueron empleados en combate durante la Campaña Nor-Africana, pero algunos también fueron enviados al África Oriental Italiana. En comparación con las tanquetas L3/33 y L3/35 disponibles para las tropas italianas, los M11/39 representaron una vasta mejora.
El M11/39 demostró tener cierto éxito en los primeros combates con tanques ligeros británicos, como el Mk VI. El cañón de 37 mm del M11/39 sirvió para repeler ataques de estos tanques relativamente rápidos, pero con poco blindaje y únicamente armados con ametralladoras. Sin embargo, el M11/39 fue sobrepasado por los tanques británicos de crucero e infantería tales como el A9, el A10, el A13 y el Matilda II.

### Norte de África
En septiembre de 1940, los M11/39 participaron en la invasión italiana de Egipto. En diciembre del mismo año, los M11/39 también actuaron defensivamente en las primeras etapas de la contraofensiva británica, la Operación Compass. Al iniciarse la Operación Compass, muchos de los M11/39 estaban dañados, averiados o inmovilizados dentro de algunas posiciones estáticas italianas. Los británicos emplearon tanques Matilda II para romper muchas de las posiciones italianas, poco pudiendo hacer los M11/39 contra el pesado blindaje de los Matilda II.
A partir del 10 de abril de 1941, durante el Sitio de Tobruk, unos cuantos M11/39 capturados fueron empleados por el Regimiento de Caballería de la 6ª División Australiana por algunos meses. Se pintaron grandes canguros blancos sobre los tanques para identificarlos con claridad. Los australianos emplearon los M11/39 capturados, junto a varios M13/40, hasta que se les acabó el petróleo diésel. Los tanques fueron destruidos para evitar que caigan nuevamente en manos de las fuerzas del Eje que avanzaban durante la primavera de 1941.

### África Oriental
En junio de 1940, unos 24 tanques M11/39 fueron enviados al África Oriental Italiana. Estos fueron empleados en la Campaña del África Oriental. En África Oriental, los M11/39 fueron los únicos tanques medios disponibles para los italianos. En agosto de 1940, varios de los M11/39 participaron en la invasión italiana de la Somalilandia Británica. Para enero de 1941, los M11/39 fueron empleados defensivamente en Eritrea cuando los británicos iniciaron allí su contraofensiva. Para desfortuna de los italianos, los británicos tenían una pequeña cantidad de tanques Matilda II disponibles durante la Batalla de Keren, anulando toda ventaja que los M11/39 podrían haber ofrecido. Para fines de mayo de 1941, las fuerzas italianas fueron derrotadas en los frentes del África Oriental donde se emplearon los M11/39. Hacia noviembre, la resistencia organizada italiana había cesado en el África Oriental. No hay indicios que los M11/39 capturados fuesen empleados por los británicos en el África Oriental.